# Eupithecia perendina
Eupithecia perendina là một loài bướm đêm trong họ Geometridae.